# Liste der estnischen Abgeordneten zum EU-Parlament (2014–2019)
Die Liste der estnischen Abgeordneten zum EU-Parlament (2014–2019) listet alle estnischen Mitglieder des 8. Europäischen Parlaments nach der Europawahl in Estland 2014.

## Mandatsstärke der Parteien
- S&D: 1
- G/EFA: 1
- ALDE: 3
- EVP: 1

| Nationale Partei                   | Mandate | Fraktion                                                                               |
| ---------------------------------- | ------- | -------------------------------------------------------------------------------------- |
| Eesti Reformierakond (RE)          | 2       | Fraktion der Allianz der Liberalen und Demokraten für Europa (ALDE)                    |
| Eesti Keskerakond (K)              | 1       | Fraktion der Allianz der Liberalen und Demokraten für Europa (ALDE)                    |
| Isamaa ja Res Publica Liit (IRL)   | 1       | Fraktion der Europäischen Volkspartei (EVP)                                            |
| Sotsiaaldemokraatlik Erakond (SDE) | 1       | Fraktion der Progressiven Allianz der Sozialdemokraten im Europäischen Parlament (S&D) |
| Parteilose Abgeordnete             | 1       | Die Grünen/Europäische Freie Allianz (G/EFA)                                           |
| Gesamt                             | 6       |                                                                                        |

## Abgeordnete
| Bild | Name          | geb. | Partei    | Fraktion | Kommentar                                        |
| ---- | ------------- | ---- | --------- | -------- | ------------------------------------------------ |
|      | Igor Gräzin   | 1952 | RE        | ALDE     | Am 5. September 2018 für Kaja Kallas nachgerückt |
|      | Hannes Hanso  | 1971 | SDE       | S&D      | Am 4. April 2019 für Ivari Padar nachgerückt     |
|      | Tunne Kelam   | 1936 | IRL       | EVP      |                                                  |
|      | Urmas Paet    | 1974 | RE        | ALDE     | Am 3. November 2014 für Andrus Ansip nachgerückt |
|      | Indrek Tarand | 1964 | parteilos | G–EFA    | Gewählt als Einzelkandidat                       |
|      | Yana Toom     | 1966 | K         | ALDE     |                                                  |

## Ausgeschiedene Abgeordnete
| Bild | Name            | geb. | Partei | Fraktion | Kommentar                                                                           |
| ---- | --------------- | ---- | ------ | -------- | ----------------------------------------------------------------------------------- |
|      | Andrus Ansip    | 1956 | RE     | ALDE     | Ausgeschieden am 31. Oktober 2014                                                   |
|      | Kaja Kallas     | 1977 | RE     | ALDE     | Ausgeschieden am 4. September 2018                                                  |
|      | Marju Lauristin | 1940 | SDE    | S&D      | Ausgeschieden am 5. November 2017                                                   |
|      | Ivari Padar     | 1965 | SDE    | S&D      | Am 6. November 2017 für Marju Lauristin nachgerückt, ausgeschieden am 3. April 2019 |